# Mike De La Torre
Michael Andrew De La Torre, född 22 september 1986 i San Diego, är en amerikansk MMA-utövare som sedan 2014 tävlar i organisationen Ultimate Fighting Championship.